# San Jose (Mariany Północne)
San Jose – miasto w Marianach Północnych, na wyspie Tinian. Stolica okręgu Tinian. Według danych szacunkowych na rok 2009 liczy 2307 mieszkańców i stanowi jedenaste co do wielkości miasto terytorium. Jest ośrodkiem turystycznym.